# حارة الفرقان (صنعاء)

تعديل مصدري - تعديل

حارة الفرقان هي إحدى حارات حي شعوب بمديرية شعوب إحد مديريات العاصمة اليمنية صنعاء، بلغ تعداد سكانها 6372 نسمة حسب تعداد اليمن لعام 2004.